# 씨받이 (영화)
씨받이(영어: The Surrogate Woman)는 송길한(宋吉漢) 각색, 임권택(林權澤) 감독, 강수연·이구순·윤양하·김형자 주연의 1986년 영화이다.

## 줄거리
조선시대 대가집 종손 신상규와 그의 부인 윤씨 사이에 손이 없자, 신상규의 어머니와 숙부 신치호가 숙의 끝에 씨받이 여인을 들일 것을 결정한다. 그리하여 씨받이 여인이었던 필녀의 딸 옥녀를 간택하여 집안으로 들인다.
합방날, 옥녀를 대면한 상규가 옥녀의 빼어난 용모에 사로잡혀 옥녀를 총애하게 되자 부인 윤씨는 옥녀를 투기하게 된다. 드디어 옥녀에게 태기가 있자 온 집안은 옥녀를 떠받들게 되며 옥녀도 잠시 자신의 처지를 망각하고 상규를 진실로 사랑하게 된다. 필녀는 자신의 과거를 돌이켜보며 옥녀를 타이르나 옥녀는 받아들이지 않는다. 옥녀가 아들을 낳자 그 아이는 곧장 윤씨의 품에 안기며 신씨 종가는 경사를 맞는다. 옥녀는 아기의 얼굴을 보지 못한 채 그밤으로 떠날 것을 종용받자 자신의 한많은 생을 죽음으로 끝냄으로써 패륜에 항거한다.

## 출연

### 주연
- 강수연
- 이구순

### 조연
- 윤양하
- 김형자
- 방희
- 김정하
- 한은진

## 기타
- 제작실장: 김진문
- 제작부장: 박경식
- 제작부장: 정규일
- 촬영부: 박승호
- 촬영부: 김경수
- 촬영부: 이상기
- 촬영부: 단혁태
- 촬영부: 이승인
- 조명: 강광호
- 조명부: 이주생
- 조명부: 송훈
- 조명부: 이재봉
- 조명부: 김형종
- 조연출: 김일원
- 조연출: 최성식
- 조연출: 김영빈
- 조연출: 홍두완
- 녹음: 김병수
- 미술: 원기주
- 특수촬영: 윤종두
- 미용: 조경복
- 분장: 정준호
- 의상: 이해윤
- 녹음부: 오기삼
- 인화: 김호경
- 소품: 이태우
- 옵티컬: 유재형
- 주제가구음: 안숙선
- 녹음부: 이병하
- 효과: 양대호

## 수상
1987년 9월 9일, 제44회 베니스 영화제에서 강수연이 ‘여우주연상’을 수상했다. 이것은 아시아 배우로서는 최초의 수상이었다.

## 동명의 드라마
- 1998년 7월 14일 : KBS2 TV 《전설의 고향》에서 같은 이름의 드라마가 방영되었다.
- 2009년 8월 24일 : KBS2 TV 《전설의 고향》에서 1998년판을 재각색하여 방영하였다.[2][3]

## 같이 보기
- 강수연
- 베니스 영
- 임권택